# Batalha de Bafeu
A Batalha de Bafeu (em latim: Bapheus) foi travada em 27 de julho de 1302 entre um exército otomano sob Osmã I e o exército bizantino, comandado por Jorge Muzalon. A batalha terminou numa vitória otomana, que se mostraria crucial por cimentar o ascendente estado otomano e marcar o início da queda da Bitínia bizantina para os turcos. De acordo com Halil İnalcık, os otomanos conquistaram suas características e qualidades estatais após esta batalha (em turco:  Bafeus Savaşı).

## Contexto estratégico
Osmã I já havia conseguido a liderança de seu clã por volta de 1282 e, nas duas décadas seguintes, iniciou uma série de raides, cada vez mais profundos, em território bizantino na Bitínia. Por volta de 1301, os otomanos estava cercando Niceia, a antiga capital do Império de Niceia, e atacando Prussa. Os raides turcos também ameaçavam a cidade portuária de Nicomédia com a fome, pois grupos armados turcos vagavam pela zona rural impedindo a colheita.
Na primavera de 1302, o imperador Miguel IX Paleólogo (r. 1294-1320) lançou uma campanha que avançou para o sul até Magnésia. Os turcos, impressionados com seu grande exército, evitaram dar-lhe o combate. Miguel queria enfrentá-los, mas foi dissuadido por seus generais. Os turcos, encorajados, retomaram seus raides, virtualmente isolando-os em Magnésia. O exército de Miguel acabou se dissolvendo sem combate conforme as tropas locais o abandonavam para defender suas casas e os aliados alanos voltaram para sua Trácia natal. O imperador foi forçado a recuar pelo mar, seguido por uma nova onda de refugiados.

## Batalha
Para conter a ameaça na Nicomédia, o coimperador de Miguel, Andrônico II Paleólogo (r. 1282–1328) enviou uma força bizantina de uns 2 000 homens (metade dos quais eram mercenários alanos recém-contratados), sob o grande heteriarca Jorge Muzalon) através do Bósforo para libertar Niceia.
Na planície de Bafeu (em grego:  Βαφεύς; um local não identificado, talvez a leste de Nicomédia, mas à vista da cidade) em 27 de julho de 1302, os bizantinos enfrentaram um exército turco com 5 000 cavaleiros leves sob o próprio Osmã, uma mistura de suas próprias tropas e aliados de outras tribos turcas da Paflagônia e da área do rio Meandro. A cavalaria turca atacou os bizantinos, cujo contingente alano estava de reserva, e rompeu suas linhas, forçando Muzalon a recuar para Nicomédia sob a cobertura dos alanos.

## Resultado
Bafeu foi a primeira grande vitória do nascente Emirado Otomano e teve grande importância para sua futura expansão: os bizantinos efetivamente perderam o controle da zona rural da Bitínia, recuando para suas fortalezas que, isoladas, foram caindo uma por uma. A derrota bizantina também iniciou um grande êxodo da população cristã da região para a parte europeia do Império, alterando ainda mais o balanço demográfico da região. Aliada ao desastre em Magnésia, que permitiu aos turcos alcançarem a consta do mar Egeu e se firmarem ali, a batalha de Bafeu marcou o início do fim da Ásia Menor bizantina. A conquista otomana da Bitínia foi, ainda assim, gradual e o último bastião bizantino na região, Nicomédia, caiu apenas em 1337.